# Eduardo Saverin
Eduardo Luiz Saverin (/ˈsævərɪn/) je brazilský internetový podnikatel a tzv. andělský investor (angel investor). Saverin je jedním ze zakladatelů společnosti Facebook. Od roku 2012 vlastní 53 milionů akcií společnosti Facebook (přibližně 0,4 % všech akcií) a podle Forbes má jmění v hodnotě 9,9 miliardy dolarů. Také investoval v rané fázi do začínajících stránek jako Qwiki a Jumio.
V září 2011 se Saverin vzdal občanství USA, údajně primárně kvůli nižší daňové zátěži v jiných zemích. Podle vlastních výroků se vzdal občanství, kvůli svému "zájmu o práci a život v Singapuru", kde žil od roku 2009. Vyhýbal se odhadem platbě daní za 700 milionů dolarů v kapitálových výnosech; to vyvolalo pozornost médií a diskuse. Saverin popírá, že opustil USA, aby se vyhnul placení daní.

## Mládí a vzdělání
Eduardo Saverin se narodil v brazilském městě São Paulo a jeho rodina se později přestěhovala do Rio de Janeira. Saverinův otec Roberto Saverin byl obchodník pracující v sektoru oblečení, dopravy a nemovitostí. Jeho matka Sandra byla psycholožkou a má dva sourozence. Jeho rumunský dědeček Eugenio Saverin (narozen Eugen Saverin) je zakladatelem společnosti Tip Top, která dodává dětské oblečení do maloobchodních prodejen. V roce 1993 rodina emigrovala do USA a usadila se v Miami.
Saverin navštěvoval Gulliver Preparatory School v Miami. Později navštěvoval Harvardovu univerzitu, kde obýval kolej Eliot House a byl členem spolku Phoenix. S. K. Clubu a prezidentem Harvardské investiční asociace. Zatímco studoval na Harvardu, Saverin využil brazilských obchodních zákonů a vydělal 300 tisíc dolarů prostřednictvím strategických investic do ropného průmyslu. V roce 2006 Saverin absolvoval magna cum laude na Harvardu s bakalářským titulem v oboru ekonomie. Je členem Alpha Epsilon Pi bratrství (Eta Psi kapitoly z Harvardu).

## Kariéra
Během prvního ročníku na Harvardu se Saverin seznámil s Markem Zuckerbergem. Zjistili, že studentům chybí webové stránky sloužící jako sociální síť pro studenty Harvardu. Později spolupracovali na založení Facebooku v roce 2004. Saverin zastával funkci jako spoluzakladatel, finanční ředitel a obchodní ředitel. Dne 15. května 2012 společnost Business Insider získala a zveřejnila exkluzivní e-mail od Zuckerberga, v němž podrobně popisuje, jak Saverina odřízl od Facebooku a snížil jeho podíl. Soudní řízení podané společností Facebook proti Saverinovi a protižaloba podaná Saverinem proti Facebooku byly vyřešeny mimosoudně. Podmínky vyrovnání nebyly zveřejněny a společnost mimo jiné přiznala Saverinovi jeho titul spoluzakladatele Facebooku. Saverin po vyrovnání podepsal smlouvy o mlčenlivosti.
V roce 2010 Saverin spoluzaložil charitativní portál Aporta. V roce 2016 uzavřel Saverinův investiční fond nabídky přesahující 140 milionů dolarů v Asii, včetně 30 milionů dolarů v nové regionální logistické firmě Ninja Van.

## Vyobrazení v médiích
Film z roku 2010 Sociální síť popisuje vztah mezi Saverinem a Zuckerbergem od vytvoření Facebooku po soudní při Saverina proti Zuckerbergovi. Herec Andrew Garfield zobrazovaný jako Saverin se setkal s velkým ohlasem, získal nominace jako například Zlatý Glóbus za nejlepší mužský herecký výkon ve vedlejší roli a Cenu BAFTA za nejlepší mužský herecký výkon ve vedlejší roli.

## Osobní život
Saverin poznal Elaine Andriejanssen, čínsko-indonéskou ženu, která navštěvovala dívčí školu Raffles a pochází z rodiny, která provozuje několik společností v Indonésii. 27. března 2014 se zasnoubili a dne 25. června 2015 na francouzské Riviéře uzavřeli manželství.